# A Saucerful of Secrets
A Saucerful of Secrets ist das zweite Album der britischen Rockband Pink Floyd. Aufgenommen in den Abbey Road Studios von EMI in London von Oktober 1967 bis April 1968, wurde das Album am 28. Juni 1968 veröffentlicht. Aus kommerzieller Sicht war das Album weniger erfolgreich als sein Vorgänger The Piper at the Gates of Dawn: In den britischen Charts schaffte das Album lediglich Platz 9, in den USA ist es bis heute das einzige Pink-Floyd-Album, das die Charts nie erreichte.

## Einordnung und Hintergründe
In die Entstehungszeit des Albums fällt die starke Zunahme der psychischen Probleme von Bandgründer, Leadgitarrist und Sänger Syd Barrett. Besonders deutlich wurde dies bei den letzten mit Barrett eingespielten und von diesem komponierten Songs Scream Thy Last Scream und Vegetable Man, die die Band für ungeeignet für das Album hielt und die erst 2018 offiziell veröffentlicht wurden. Da Barrett immer unzuverlässiger und unberechenbarer wurde, beschlossen die restlichen Musiker, einen zweiten Gitarristen in die Band zu holen. Die Wahl fiel zunächst auf den Musiker Jeff Beck, dessen Engagement sich jedoch als zu kostspielig herausstellte. Daraufhin wurde David Gilmour gefragt. Gilmour, ein alter Freund der Band und speziell von Barrett, trat der Band während der laufenden Aufnahmen zu A Saucerful of Secrets im Januar 1968 zuerst als Unterstützung, später als Ersatz Barretts bei. In späteren Interviews erinnerten sich die Bandmitglieder daran, dass man sich anfangs nicht von Barrett trennen wollte. Zunächst war geplant, mit fünf Musikern weiterzumachen. In Situationen, in denen Barrett offensichtlich nicht in der Verfassung war, ein Konzert zu spielen oder eine Aufnahme zu machen, habe man ihn jedoch vorsichtshalber zu Hause gelassen. Irgendwann sei die Band von vorneherein ohne Barrett zu Auftritten gefahren, was die Situation mit der Zeit für alle offensichtlich werden ließ. Die letzten Aufnahmen zu A Saucerful of Secrets wurden daher komplett von Gilmour eingespielt. Offiziell wurde am 6. April 1968 die Trennung von Pink Floyd und Syd Barrett bekannt gegeben.
Auf A Saucerful of Secrets hört man im Titel Corporal Clegg zum ersten Mal den Drummer Nick Mason als Sänger. Da die Musiker die Aufnahme im Nachhinein nicht für gelungen hielten, verzichtete Mason bei den späteren Alben weitgehend auf Leadgesang.
Das Albumcover war die erste Arbeit von Hipgnosis. Pink Floyd waren nach den Beatles die zweite Band, der von EMI das Recht eingeräumt wurde, einen eigenen Designer zu engagieren.

## Titel
1. Let There Be More Light (Waters) – 5:38 min
2. Remember A Day (Wright) – 4:33 min
3. Set The Controls For The Heart Of The Sun (Waters) – 5:28 min
4. Corporal Clegg (Waters) – 4:13 min
5. A Saucerful of Secrets (Waters/Wright/Mason/Gilmour) – 11:52 min
  1. Something Else – 3:59 min
  2. Syncopated Pandemonium – 3:03 min
  3. Storm Signal – 1:37 min
  4. Celestial Voices – 3:13 min
6. See-Saw (Wright) – 4:36 min
7. Jugband Blues (Barrett) – 3:00 min

## Rezeption
Richie Unterberger verlieh dem Album in Allmusic dreieinhalb Sterne und schrieb, dies sei ein Übergangsalbum, auf dem die Band von Syd Barretts relativ prägnanten und lebendigen Songs zu spacigem, ätherischem Material mit langen Instrumentalpassagen überging. Barretts Einfluss sei zwar immer noch spürbar (er hat es tatsächlich geschafft, einen Titel beizusteuern, den fröhlichen „Jugband Blues“), und ein Großteil des Materials behalte eine sanfte, märchenhafte Atmosphäre, doch mit „Set the Controls for the Heart of the Sun“, „Let There Be More Light“ und dem langen Instrumental-Titeltrack würde die Band beginnen, die dunklen und sich wiederholenden Impulse auszuarbeiten, die ihre nächsten Produktionen charakterisieren würden.

## Musiker
- Syd Barrett – Gitarre, Gesang
- David Gilmour – Gitarre, Gesang
- Nick Mason – Schlagzeug, Percussion, Gesang
- Roger Waters – Bass, Gesang
- Richard Wright – Orgel, Piano, Mellotron, Gesang

## Kommerzieller Erfolg

### Chartplatzierungen
A Saucerful of Secrets erreichte die deutsche Charts erstmals nach einer Wiederveröffentlichung 2016. In Großbritannien, sowie den Vereinigten Staaten gelang die Erstplatzierung erst 2019.
| ChartsChartplatzierungen       | Höchstplatzierung | Wochen |
| ------------------------------ | ----------------- | ------ |
| Deutschland (GfK)              | 57 (1 Wo.)        | 1      |
| Vereinigte Staaten (Billboard) | 158 (1 Wo.)       | 1      |
| Vereinigtes Königreich (OCC)   | 9 (12 Wo.)        | 12     |

### Auszeichnungen für Musikverkäufe
| Land/Region                  | Auszeichnungen für Musikverkäufe (Land/Region, Auszeichnung, Verkäufe) | Verkäufe |
| ---------------------------- | ---------------------------------------------------------------------- | -------- |
| Italien (FIMI)               | Gold                                                                   | 25.000   |
| Vereinigtes Königreich (BPI) | Gold                                                                   | 100.000  |
| Insgesamt                    | 2× Gold ·                                                              | 125.000  |

Hauptartikel: Pink Floyd/Auszeichnungen für Musikverkäufe